# سونت ۱
سونتِ ۱ یکی از ۱۵۴ سونِتِ ویلیام شکسپیر است و، مانند همهٔ سونت‌های شکسپیر، چهارده مصراع دارد.

## به فارسی
امید طبیب‌زاده ترجمه‌ای از این سونت دارد.